# Paradise〜夏の恋を続けよう〜
『paradise〜夏の恋を続けよう〜』（パラダイス なつのこいをつづけよう）は、日本のシンガーソングライターである杉山清貴の2枚目のコンピレーション・アルバム。
1993年6月25日にワーナーミュージック・ジャパンのembarkレーベルからリリースされた。プロデューサーは杉山が担当しており、自身が「終わらない夏に特別な想いを込めて」選曲した楽曲が収録されている。
本作はオリコンチャートで19位を獲得した。

## リリース
1992年9月25日にワーナーミュージック・ジャパンのembarkレーベルから、CDのみでリリースされた。
2016年5月25日にワーナーミュージック・ジャパンのembarkレーベルからデジタルリマスターを施されたうえで再リリースされた。

## 批評
| 専門評論家によるレビュー | 専門評論家によるレビュー |
| レビュー・スコア         | レビュー・スコア         |
| 出典                     | 評価                     |
| ------------------------ | ------------------------ |
| CDジャーナル             | 肯定的                   |

『CDジャーナル』は、この作品に関して「キラキラしたものだけで作られた、まさにパラダイスなセレクション・アルバム」としたうえで「まるでそれは、お金を貯めてやっと買った13万円分のハワイの休日。いつか覚める夢でも、今この瞬間は思い切り幸でいたいみたいな。曲が終わってしまった後の静けさが寂しいの」と絶賛した。

## 収録曲
| #         | タイトル                                      | 作詞      | 作曲      | 編曲                                                    | 収録作品                              | 時間  |
| --------- | --------------------------------------------- | --------- | --------- | ------------------------------------------------------- | ------------------------------------- | ----- |
| 1.        | 「LIVIN' IN A PARADISE」                      | 杉山清貴  | 杉山清貴  | - 小林信吾 - バックグラウンドボーカルアレンジ: 杉山清貴 | シングル「LIVIN' IN A PARADISE」      | 4:03  |
| 2.        | 「ROCK ISLANDS」                              | 田口俊    | 杉山清貴  | 新川博                                                  | アルバム『here & there』              | 4:45  |
| 3.        | 「潮風に逢いにくればいい」                    | 松井五郎  | 杉山清貴  | - 小林信吾 - バックグラウンドボーカルアレンジ: 杉山清貴 | アルバム『彼方からの風』              | 5:09  |
| 4.        | 「かわるさ」                                  | 杉山清貴  | 杉山清貴  | 小林信吾                                                | シングル「LOVE IS YOU」               | 4:39  |
| 5.        | 「THE BIG BLUE (DEDICATED TO JACQUES MAYOL)」 | 田口俊    | 杉山清貴  | TOM KEANE                                               | アルバム『SPRINKLE』                  | 5:31  |
| 6.        | 「青空が目にしみる (ALBUM VERSION)」          | 亜蘭知子  | 杉山清貴  | TOM KEANE                                               | アルバム『moonset(優しくなれるまで)』 | 5:51  |
| 7.        | 「潮風のFREEDOM」                             | 亜蘭知子  | 杉山清貴  | TOM KEANE                                               | アルバム『moonset(優しくなれるまで)』 | 4:47  |
| 8.        | 「NOAH (虹の大陸)」                           | 田口俊    | 杉山清貴  | 新川博                                                  | アルバム『here & there』              | 5:01  |
| 9.        | 「NORTH SHORE SHUFFLE」                       | 田口俊    | 杉山清貴  | - TOM KEANE - ホーン・アレンジ: JERRY HEY               | アルバム『SPRINKLE』                  | 4:08  |
| 10.       | 「水の中の風」                                | 田口俊    | 杉山清貴  | 山内薫                                                  | アルバム『彼方からの風』              | 4:56  |
| 11.       | 「サーフボードが折れた朝」                    | 杉山清貴  | 林仁      | - 林仁 - バックグラウンドボーカルアレンジ: 杉山清貴     | アルバム『彼方からの風』              | 5:19  |
| 12.       | 「WHALE SONG」                                | 田口俊    | 杉山清貴  | TOM KEANE                                               | アルバム『moonset(優しくなれるまで)』 | 5:35  |
| 合計時間: | 合計時間:                                     | 合計時間: | 合計時間: | 合計時間:                                               | 合計時間:                             | 59:44 |

## クレジット
- ART DESIGN + DESIGN･TAKEHARU TANAKA (SEA sprite)
- COVER PHOTOS by KAZUYOSHI MIYOSHI
- KT'S PHOTO by GORO IWAOKA

## リリース履歴
| No. | 日付          | レーベル                                | 規格 | 規格品番   | 備考                                |
| --- | ------------- | --------------------------------------- | ---- | ---------- | ----------------------------------- |
| 1   | 1993年6月25日 | ワーナーミュージック・ジャパン / embark | CD   | WPCL-766   |                                     |
| 2   | 2016年5月25日 | ワーナーミュージック・ジャパン / embark | CD   | WPCL-12375 | - 再リリース盤 - デジタルリマスター |